# Xerantherix albogeniculata
Xerantherix albogeniculata är en insektsart som först beskrevs av Ludwig Redtenbacher 1906.  Xerantherix albogeniculata ingår i släktet Xerantherix och familjen Anisacanthidae. Inga underarter finns listade i Catalogue of Life.